# 桑名三重信用金庫
桑名三重信用金庫（くわなみえしんようきんこ）は、三重県桑名市に本店を置く信用金庫。三重県のほか、愛知県、岐阜県にも店舗を展開している。

## 概要
2019年（平成31年）2月25日、桑名市に本店を置く桑名信用金庫及び松阪市に本店を置く三重信用金庫が対等合併して発足。合併は手続上、桑名信金を存続金庫とし、合併後の新信金の理事長には桑名信金の中澤康哉理事長が就任。さらに三重信金の砂子仁志理事長が副理事長に就く。また、桑名信金本店を新金庫の本店となった。預金残高において、三重県内の信用金庫では首位。

## 沿革
- 1925年（大正14年）7月1日 - 有限責任信用組合の桑名金庫として創立される。
- 1943年（昭和18年）9月30日 - 桑名信用組合に改組される。
- 1951年（昭和26年）10月20日 - 桑名信用金庫に改組される。
- 2019年（平成31年）2月25日 - 三重信用金庫との合併により桑名三重信用金庫発足。
- 2024年（令和6年）10月21日 - この日から磁気の影響を受けにくい新しい通帳（Hi-Co通帳）を取扱開始する予定である(Hi -Co通帳に対応していない 信用金庫ATMではHi -Co通帳は使えない。)[5]。

## 店舗、営業区域
桑名信用金庫は県北部、三重信用金庫は中南部が中心であり、店舗網の重複は多くはなかった。
三重県、愛知県、岐阜県の東海地方に店舗を展開してる。

### 三重県
本店営業部、本店営業部城南出張所、駅前支店、馬道支店、川越支店、四日市西支店、員弁支店、員弁支店ネオポリス出張所、生桑支店、星川支店、長島支店、羽津支店、大矢知支店、駅西支店、阿下喜支店、大山田支店、朝明支店、員弁中央支店、多度支店、日野町支店、新町支店、平生町支店、松阪営業部、川井町支店、南郊支店、徳和支店、飯南支店、伊勢支店、御薗支店、上口支店、藤里支店、鳥羽支店、津支店、丸の内支店、久居支店

### 愛知県
弥富支店、中川支店、弥富南支店、蟹江支店 

### 岐阜県
松山支店、海津支店
当行営業区域
三重県、愛知県一部、岐阜県一部